# Slöta socken
Slöta socken i Västergötland ingick i Vartofta härad, ingår sedan 1974 i Falköpings kommun och motsvarar från 2016 Slöta distrikt.
Socknens areal är 34,00 kvadratkilometer varav 33,97 land. År 2000 fanns här 879 invånare.  Tätorten Vartofta samt kyrkbyn Slöta med sockenkyrkan Slöta kyrka ligger i socknen.

## Administrativ historik
Socknen har medeltida ursprung. Under medeltiden ingick socknen i Ållebergs fjärding. Omkring 1545 införlivades Saleby övra socken och efter 1680 Smeby socken och Falekvarna socken.
Vid kommunreformen 1862 övergick socknens ansvar för de kyrkliga frågorna till Slöta församling och för de borgerliga frågorna bildades Slöta landskommun. Landskommunen uppgick 1952 i Vartofta landskommun som 1974 uppgick i Falköpings kommun. Församlingen uppgick 2010 i Slöta-Karleby församling.
1 januari 2016 inrättades distriktet Slöta, med samma omfattning som församlingen hade 1999/2000.
Socknen har tillhört län, fögderier, tingslag och domsagor enligt vad som beskrivs i artikeln Vartofta härad. De indelta soldaterna tillhörde Skaraborgs regemente, Vartofta kompani och Västgöta regemente, Vartofta kompani.

## Geografi
Slöta socken ligger sydost om Falköping med Ålleberg i nordväst. Socknen är en kuperad odlingsbygd på Falbygden med höjder som på Ålleberg når 334 meter över havet.

## Fornlämningar
Lösfynd, 13 gånggrifter och fem hällkistor från stenåldern är funna. Från bronsåldern finns stensättningar och skålgropsförekomster. Från järnåldern finns ett gravfält.

Lockgårdens gånggrift i Synnerål i socknens västra del.

## Namnet
Namnet skrevs 1350 Slötum och kommer från kyrkbyn. Namnet innehåller plural av slöt, 'sluttning' syftande på den branta terrängen vid kyrkan.